# Thord Gumælius
Thord Gumælius, född 1844 i Viby, Örebro län, död 1908 i Nordamerika, var en svensk konstnär.
Han var son till kyrkoherden i Viby teol. dr. och fil. dr. Gustaf Wilhelm Gumælius och Carolina (Lina) Gustava Geijer. Gumælius utvandrade till Amerika 1869 och var verksam som konstnär i St. Paul Minnesota till sin död. 